# Archidiecezja Pointe-Noire
Archidiecezja Pointe-Noire (łac. Archidioecesis Nigrirostrensis, fr. Archidiocèse de Pointe-Noire) – rzymskokatolicka archidiecezja ze stolicą w Pointe-Noire, w Kongu. Arcybiskup Pointe-Noire jest metropolitą Archidiecezji Pointe-Noire
Archidiecezja obejmuje świecki departament Kouilou.

## Historia
14 października 1890 papież Leon XIII erygował wikariat apostolski Dolnego Konga Francuskiego. Dotychczas wierni z tych terenów należeli do wikariatu apostolskiego Konga Francuskiego (obecnie archidiecezja Brazzaville). Była to druga stolica biskupia w tym kraju.
22 kwietnia 1907 wikariat apostolski Dolnego Konga Francuskiego zmienił nazwę na wikariat apostolski Loango. Kolejna zmiana nazwy nastąpiła 20 stycznia 1949 na wikariat apostolski Pointe-Noire.
14 września 1955 papież Pius XII podniósł wikariat apostolski Pointe-Noire do rangi diecezji.
5 grudnia 1983 z diecezji Pointe-Noire wyłączono diecezję Nkayi.
30 maja 2020 papież Franciszek podniósł diecezję do rangi archidiecezji.

## Ordynariusze

### Wikariusz apostolski Dolnego Konga Francuskiego
- Antoine-Marie-Hippolyte Carrie CSSp[2] (1890 - 1903)

### Wikariusze apostolscy Loango
- Louis-Jean-Joseph Derouet CSSp[2] (1907 - 1914)
- Léon-Charles-Joseph Girod CSSp[2] (1915 - 1919)
- Henri Friteau CSSp[2] (1922 - 1946)
- Jean-Baptiste Fauret CSSp[2] (1947 - 1949)

### Wikariusz apostolski Pointe-Noire
- Jean-Baptiste Fauret CSSp (1949 - 1955)

### Biskupi Pointe-Noire
- Jean-Baptiste Fauret CSSp (1955 - 1975)
- Godefroy-Emile Mpwati (1975 - 1988)
- Georges-Firmin Singha (1988 - 1993)
- Jean-Claude Makaya Loembe (1994 - 2011)
  - Miguel Angel Olaverri Arroniz SDB[3] (2011 - 2013) administrator apostolski
- Miguel Angel Olaverri Arroniz SDB (2013 - 2020)

### Arcybiskupi Pointe-Noire
- Miguel Angel Olaverri Arroniz SDB (2020 - 2024)
- Abel Liluala (2024-)